# Олкок, Сьюзен
Сьюзен Олкок (Susan (Sue) E. Alcock) — американский классический археолог, специалист по материальной культуре эллинистического и римского Восточного Средиземноморья.
Доктор философии (1989), именной проф. Оклахомского университета (с 2022), прежде — Мичиганского университета, членкор Британской академии (2013). Являлась директором Института Жуковски (2006-2015) и именным профессором Брауновского университета. Макартуровский стипендиат (2000).

## Биография
Выросла в Массачусетсе. Уже с ранних лет вознамерилась стать археологом.
Окончила Йель (бакалавр summa cum laude), где училась в 1979—1983 годах. Также получила степень бакалавра с отличием по классике в Кембридже, где занималась в 1983-1985 годах. В Кембридже же получила и степени магистра и доктора философии (по классической археологии и классике) на факультете классики, занималась там в 1985-1989 годах.
Преподавала в Редингском университете, с 1992(4?) года в Мичиганском университете. В 2006 году перешла в Брауновский университет. В 2015 году вернулась в Мичиганский университет. Проводила полевые исследования в Греции и Армении, а также в Иордании. С 1991 года содиректор Pylos Regional Archaeological Project. Отмечена Spiro Kostof Award и Henry Russel Award Мичиганского университета (1998).
Почётный фелло кембриджского Клэр-колледжа (2012). Фелло Лондонского общества древностей (2007). Членкор Германского археологического института (2012).
Опубликовала 13 книг и более полусотни статей, цитировавшихся тысячи раз. Автор и редактор книг Archaeologies of the Greek Past: Landscape, Monuments and Memory (Cambridge, 2001), Side-by-Side Survey: Comparative Regional Analysis in the Mediterranean Region (Oxford, 2004), Blackwell Studies in Global Archaeology: Classical Archaeology (Oxford, 2007, 2nd ed. 2012).
Вместе с Робином Осборном редактор Placing the Gods: Sanctuaries and Sacred Space in Ancient Greece (1994). Первая книга — Graecia Capta: The Landscapes of Roman Greece (1993). Соавтор John F. Cherry.
Соредактор, совместно с Нино Лураги, Helots and Their Masters in Laconia and Messenia: Histories, Ideologies, Structures (Hellenic Studies Series 4. Washington, DC: Center for Hellenic Studies, 2003).